# ジェニー・シルバー
ジェニー・シルバー（英: Jenny Silver、9月7日 - ）は、アメリカ出身で、日本を中心に活動している女優、声優、ナレーター。

## 来歴
アメリカニュージャージー州生まれ。ミシガン州・カリフォルニア州育ち。

## 人物
落ち着いて信頼感のあるクリアな声を持つ。テレビやCM、アナウンスや企業PV、英語教材などでマルチに活躍する。
言語は英語（アメリカネイティブ）。日本語入力試験1・2レベルであり、日本語は流暢である。
趣味は言語学、日本の文化、動画作り、ヨガ、コスメ、外食、旅。

## 出演

### テレビ番組
- えいごであそぼ with Orton（PIPO）
- Calcolon
- ピカルの定理
- 笑っていいとも!

### 劇場アニメ
- 名探偵コナン 緋色の弾丸（2021年、キャスター）

### ゲーム
- クロノマギア（リーチェ）
- ソード・オブ・ガルガンチュア（アストライアー）
- ニンジャラ（2020年、ルーシー）

### CM
- 味の素
- アデランス Freedom
- サントリー ボス
- UCC上島珈琲 Largo WEB CM
- ユニクロ ウルトラライトダウン
- プリングルス
- 山崎パン ランチパック

### PV・案内
- アフラック
- イオンモール
- NHK
- 花王
- KIRIN 氷結 COOL SHOT
- グリコ ポッキー
- 群馬県
- 資生堂
- 新生銀行
- 住友三井
- ソフトバンク
- タカラトミーピカピカ
- 武田薬品工業
- 立川市消防署
- 東京みらい館ご案内（英語版）
- 東急みなとみらい（館内ご案内）
- 東京メトロ博物館
- 東方神起コンサート
- 東北大学
- 豊島区
- トヨタ自動車
- 日産
- 日本内閣
- ネスレ
- Panasonic CES 2018
- 羽田空港入国ご案内
- 三菱重工
- 三菱電機
- ユニクロ
- ワンダーコア